# Харачура, Михаил Владимирович
Михаи́л Влади́мирович Харачу́ра (род. 16 июля 1958, Жданов, Сталинская область) — советский борец вольного стиля, тренер, чемпион СССР (1979), серебряный призёр чемпионата Европы (1981), трёхкратный обладатель Кубка мира (1981, 1982, 1984), двукратный чемпион мира (1979, 1982). Заслуженный мастер спорта СССР (1979). Главный тренер национальных сборных команд Венгрии (1992—1993), Украины (1997—2002) и Греции (2002—2004).

## Биография
Михаил Харачура родился 16 июля 1958 года в городе Жданов в греческой семье. Начал заниматься вольной борьбой в возрасте 13 лет в спортивном клубе «Азов» под руководством Петра Папуша.
В конце 1970-х — начале 1980-х годов был одним из ведущих советских борцов лёгкого веса. В июле 1979 года выиграл чемпионат СССР и золотую медаль VII Спартакиады народов СССР. После этого успеха начал привлекаться в состав сборной СССР. В том же году впервые стал обладателем Кубка мира и чемпионом мира. В 1980 году из-за травмы не смог отобраться в состав сборной на Олимпийские игры в Москве. В 1981 году выиграл серебряную медаль чемпионата Европы. В 1982 году второй раз завоевал титул чемпиона мира.
В 1984 году окончил Днепропетровский институт физической культуры, где получил диплом тренера. В 1986 году завершил свою спортивную карьеру и занялся тренерской деятельностью. В 1992—1993 годах был главным тренером сборной Венгрии по вольной борьбе, в 1997—2002 годах возглавлял тренерский штаб сборной Украины. В 2002—2004 годах работал главным тренером сборной Греции. С 2004 года занимается тренерской деятельностью в Киеве. В Мариуполе на протяжении многих лет проводится ежегодный юношеский турнир на призы Михаила Харачуры.